# Ada Rehan
Ada Rehan, née Ada Delia Crehan, le 22 avril 1857 dans le comté de Limerick (Irlande) et morte 8 janvier 1916 à New York (États-Unis), est l'une des plus célèbres actrices et comédiennes américaines de la fin du XIXe siècle, pour ses rôles dans les pièces de Shakespeare et ses interprétations dans des comédies européennes.

## Jeunesse et carrière
Ada Crehan naît dans le comté de Limerick, en Irlande. Elle fait partie d'une fratrie de cinq enfants issus de Thomas Crehan (mort en 1890) et Harriet (ou Harriett) Ryan Crehan (morte en 1901). Sa date de naissance diffère entre 1857 et 1860 selon les répertoires officiels. 1860 est la date qu'elle communique lors de sa demande de passeport américain. Ce n'est pas un cas unique parmi les actrices que de chercher à gommer quelques années de son état civil. Sa famille émigre aux États-Unis et s'installe à Brooklyn, New York lorsqu'elle a cinq ans. 

## Carrière théâtrale
Les sœurs de Bridget Crehan, Harriet et Kate, la précèdent sur scène. Kate épouse son partenaire Oliver Doud Byron. Leur fils, le neveu d'Ada, est l'acteur Arthur Byron. Les deux frères de Bridget Crehan, William et Arthur, travaillent également dans le domaine théâtral, côté gestion. Bien qu'elle ne soit pas destinée au théâtre, à 14 ans, elle remplace une actrice souffrante pour un petit rôle dans Across the Continent une pièce écrite par Oliver Doud Byron et jouée à Newark, New Jersey. Elle est suffisamment crédible pour que sa famille l'encourage à suivre des cours dramatiques. C'est lors de sa prestation suivante, au Louisa Lane Drew’s Arch Street Theatre de Philadelphie, qu'elle est présentée sous le nom d'Ada C. Rehan, un nom qu'elle va conserver. Ada poursuit sa formation à Louisville, Kentucky (1875-1876), à Baltimore, à Albany avec la compagnie de John W. Albaugh où elle joue quelque 90 seconds rôles aux côtés d'acteurs réputés comme Edwin Booth et John Edward McCullough,. 

### Augustin Daly et le succès

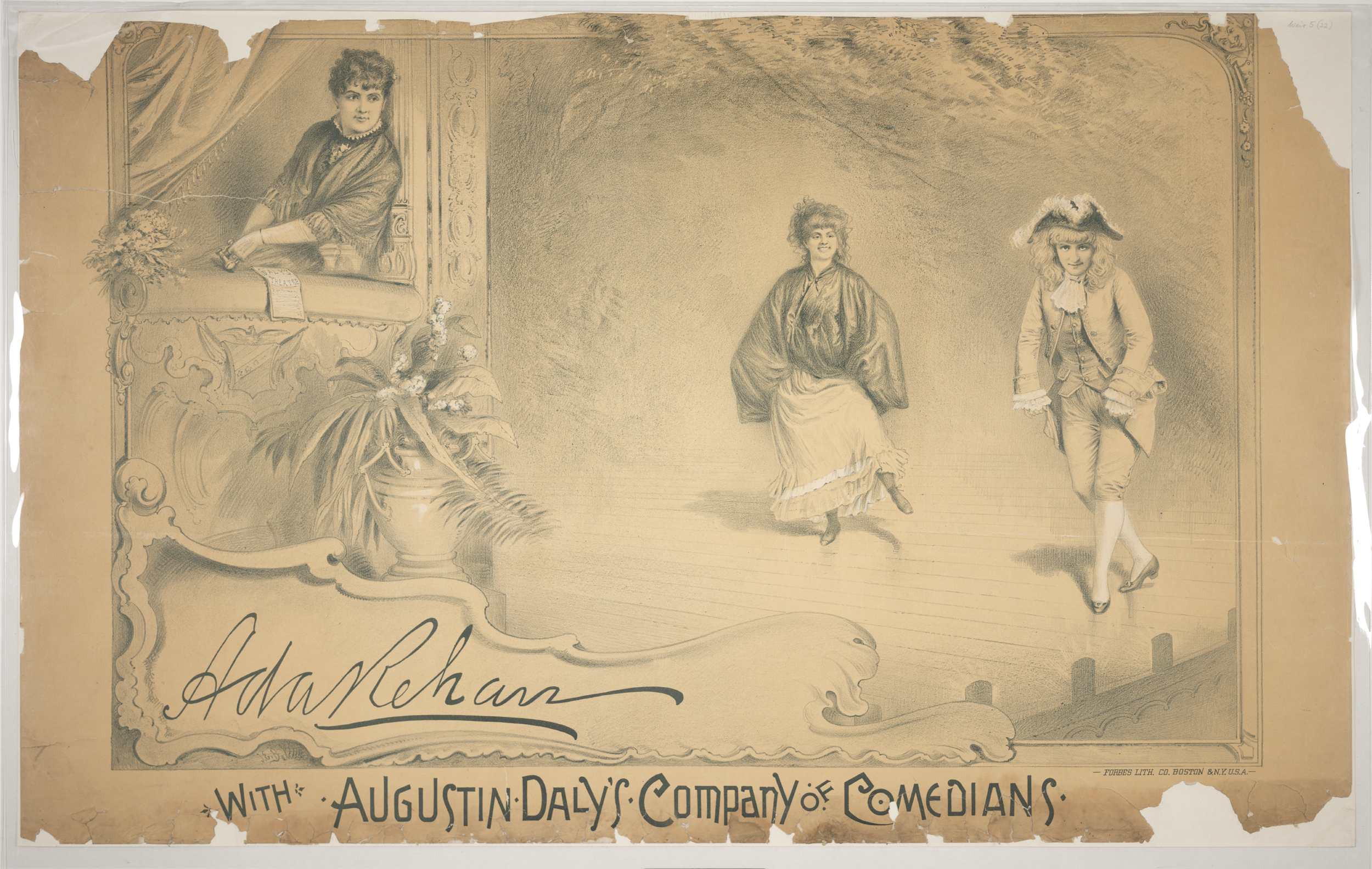
Autographe de Rehan sur une affiche de théâtre.

Rehan fait ses débuts à New-York dans Thoroughbred en 1875. Puis quatre ans de seconds rôles s'enchaînent. Rehan joue dans l'une des pièces d'Augustin Daly, Pique, produite par le Grand Opera House de New York avec Fanny Davenport en vedette, lorsque l'auteur la remarque, en avril 1879. Cette année-là, lorsqu'il ouvre son troisième théâtre à New York, le Daly's Fifth Avenue Theatre, Rehan rejoint sa compagnie. Augustin Daly est l'un des « faiseurs de stars » de cette époque. Il révèle le potentiel artistique de Rehan et elle continue à travailler avec lui jusqu'à sa mort vingt ans plus tard. Mais leur relation à la fois artistique et sentimentale, bien que marquée par un énorme succès pour chacun d'entre eux, est tumultueuse.

Rehan fait partie de la compagnie de Daly connue sous le nom de « Big Four » avec John Drew, Jr., Ann Hartley Gilbert et James Lewis. Sous la direction et la gestion minutieuses de Daly, le quatuor conquiert la critique et le public avec des pièces shakespeariennes, des comédies de Restauration et des adaptations de farces allemandes et françaises. En 1884, elle est acclamée à Londres. L'accueil à Paris et dans les capitales européennes est aussi enthousiaste. Les quatre acteurs principaux jouent souvent des variations sur les mêmes types de personnages. Drew et Rehan endossent les rôles de héros et d'héroïne romantiques, tandis que Lewis et Gilbert jouent les rôles de personnages plus mûrs. Comme le décrit un journaliste du Herald : « Ils ont une façon de jouer la comédie chez Daly et une seule. Que la pièce soit de Sheridan ou de Shakespeare, de Schonthan ou de Jérôme, les acteurs sont toujours de bons Américains, brillants, de la classe moyenne ». Tout en remportant beaucoup de succès dans ses rôles de travesti masculin, pour son public en Amérique et à l'étranger, Rehan incarne un idéal de féminité, désirable, respectable et ambitieuse. Dans la biographie écrite par William Winter, son contemporain écrit : « La capacité de jouer les rôles de Katherine, Lady Teazle, Rosalind, Vera Bouraneff et Viola dénote une profondeur de cœur, une extraordinaire sincérité intellectuelle et de grandes ressources artistiques ». Il est vite devenu évident que Rehan est la star de la compagnie de Daly, au sein des Big Four, mais ce dernier refuse de le reconnaître, tant sur le plan financier que sur aucun traitement préférentiel.

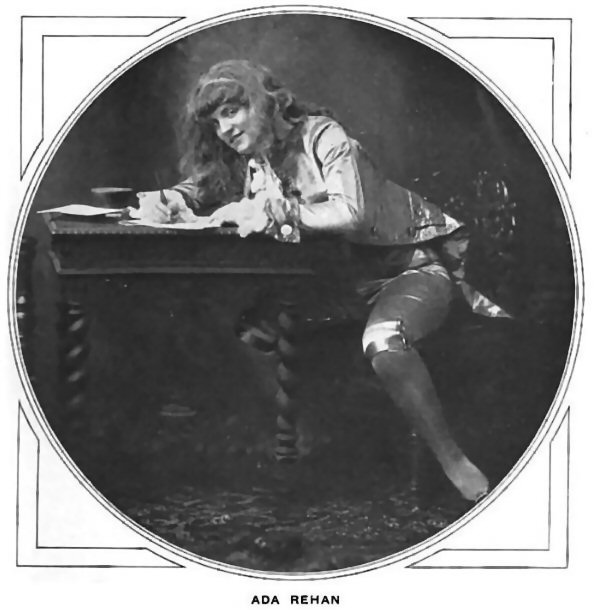
Ada Rehan.

Rehan a vingt-deux ans, Daly quarante-et-un. Leur relation professionnelle de Rehan et Daly est compliquée par leur relation personnelle. Cornelia Otis Skinner, la fille du comédien Otis Skinner, membre de la troupe de Daly, affirme que Rehan devient la maîtresse de Daly qui est un homme marié,.  
La réalisation la plus achevée de Daly et Rehan, qui reflète le mieux leur propre dynamique de création est probablement leur Mégère apprivoisée (1887). La pièce est montée à la fois à New York et à Londres et cette première production totalise 121 représentations, ce qui est un exploit pour un spectacle au XIXe siècle,. 
Rehan est si populaire dans les années 1880 et 1890 qu'elle joue plus de 200 rôles. George Bernard Shaw, Mark Twain et Oscar Wilde (qui écrit le rôle de Mme Erlynne dans L'Éventail de Lady Windermere en pensant à elle) font partie de ses nombreux admirateurs,. Elle crée le rôle Maid Marian, dans la pièce de Lord Alfred Tennyson, The Foresters dont la première est donnée à New York en juin 1892. En 1894, elle remporte un énorme succès dans La Nuit des Rois, de William Shakespeare, présenté à Londres.
Nombre de femmes s'efforcent d'imiter sa diction, son style et même ses robes. Le Chicago Evening Mail rapporte, comme un phénomène de mode, que des femmes interprètent des répliques de Rehan, que des chapeaux féminins portent son nom et que les créateurs de mode lui offrent des costumes en échange de leurs noms dans les programmes.

### Retraite

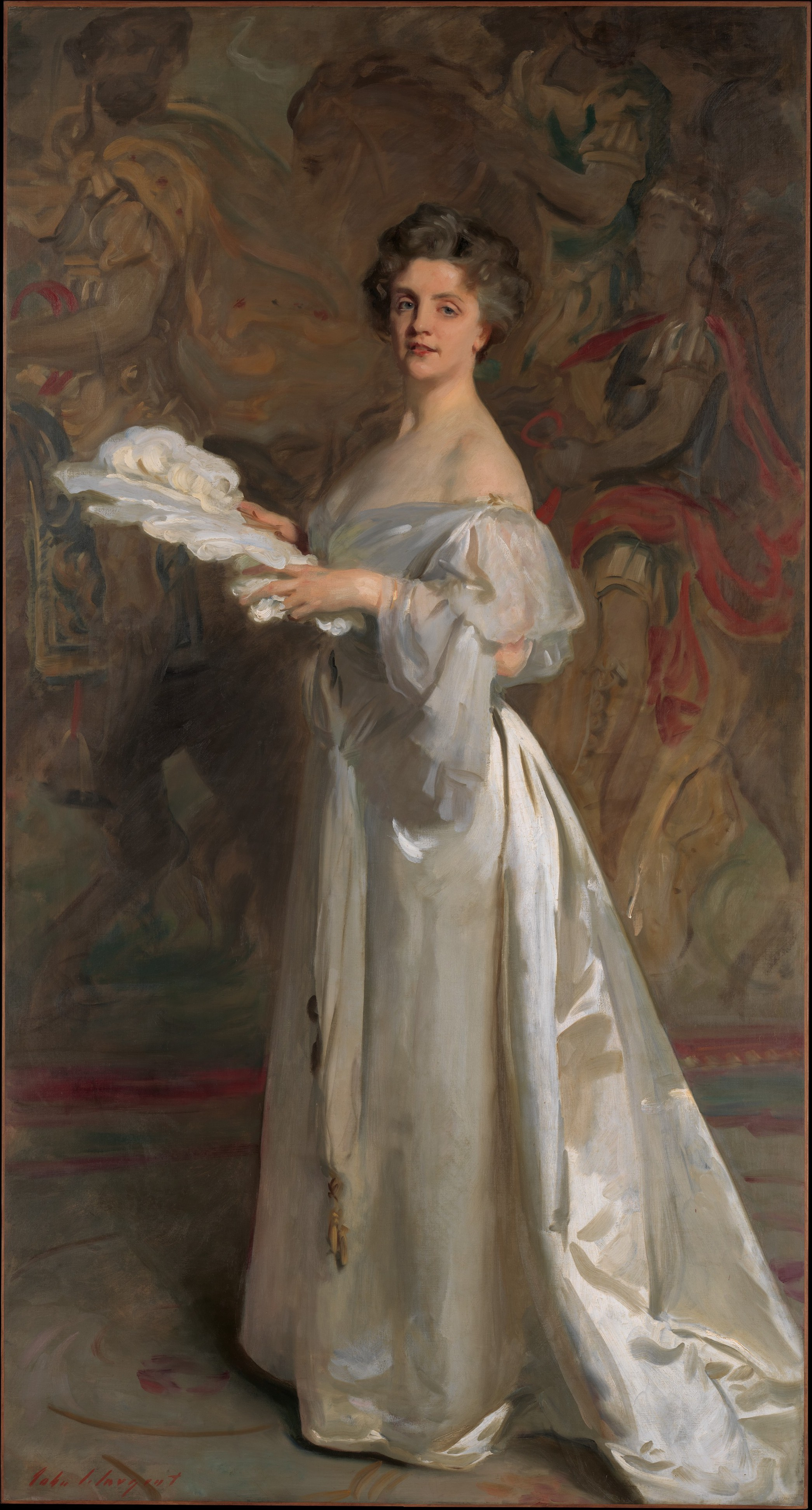
Portrait d'Ada Rehan par John Singer Sargent en 1895 de la collection The Met.

Quand Augustin Daly meurt en 1899, Rehan déserte la scène pendant une année entière. Elle revient avec une production de Sweet Nell of Old Drury et une tournée qui relance certains des rôles classiques de sa carrière avec la compagnie de Daly. Cependant, ses performances qui commencent à s'émousser dans les années 1890, deviennent datées dans ces productions post-Daly. 
Dans une lettre à William Winter, Rehan écrit : « Je suis très indifférente à l'avenir. Si jamais je continue mon travail, je crains que la routine prenne le pas sur le travail de l'artiste ». Après quelques autres tentatives mal reçues, Rehan se retire définitivement de la scène en 1905.

## Mort et héritage
Rehan vit ses dernières années entre ses maisons de New York et la côte anglaise. Elle meurt d'une artériosclérose et d'un cancer à New York le 8 janvier 1916. Ses cendres sont enterrées au Greenwood Cemetery, Brooklyn. 
Ada Rehan est admirée en Amérique et en Europe, ayant joué à Paris, Berlin, Hambourg, Londres, Édimbourg, Dublin et Stratford-upon-Avon. Quand elle est meurt, les journaux à travers le pays pleurent son décès. Une notice nécrologique importante paraît dans le New York Times . 
Rehan pose comme modèle pour une statue en argent massif de la Justice, présentée dans le cadre de l'exposition minière de l'État du Montana lors de la World's Columbian Exposition à Chicago en 1893. Son buste est installé dans l'entrée du Shakespeare Memorial Theater at Stratford-upon-Avon. Plus de 25 ans après la mort d'Ada Rehan, un Liberty Ship de la Seconde Guerre mondiale porte son nom, l'USS Ada Rehan.

## Principaux rôles
- Béatrice dans Beaucoup de bruit pour rien, Shakespeare[25]
- Rosalinde dans Comme il vous plaira, Shakespeare
- Katherine dans La Mégère apprivoisée, Shakespeare
- Viola dans La Nuit des rois, Shakespeare
- Lady Teazle dans L’ École de la médisance, Richard Brinsley Sheridan
- Valentine Osprey dans The Railroad of Love Darrell Washington
- Peggy dans La Provinciale, William Wycherley
- Kate Verity dans The Squire Robert Buchanan
- Nancy Brasher dans Nancy and Company
- Maid Marian dans Foresters, Alfred Tennyson
- Roxane dans la représentation de Daly de Cyrano de Bergerac, Edmond Rostand
- Portia dans Le Marchand de Venise, Shakespeare

Elle joue les principaux personnages féminins dans: 
- Cinderella at School
- Needles and Pins
- A Wooden Spoon
- After Business Hours
- Our English Friend